# Кантії (кельтське плем'я)

Прапор Кента

Територія кантіїв

Кантії (Кантіаки, Cantiaci або Cantii) — одне з кельтських племен, яке зазнало значного впливу з боку белгів і населяло сучасний Кент у Британії перед римським завоюванням. Вони жили в області під назвою Кантій (Cantium), тепер названою Кентом, у південно-східній Англії, і говорили бритською мовою — найбільш ймовірний діалект британців. Їх столицею був Дуроверн (Durovernum Cantiacorum), тепер Кентербері.

## Історія
Вони межували з Регніями (Regnenses) на заході та Катувеллаунами (Catuvellauni) — на півночі.
Юлій Цезар за Птолемеєм виказував велике захоплення цивілізованістю кантіїв і називав їх найцивілізованішим племенем Британії, коли перебував там з першою та другою Римськими експедиціями до Британії в 55-54 роках до н. е., наголошуючи при цьому, що звичаї кантіїв ні в чому не відрізнялися від звичаїв галлів. Згадував він і про напад кантіїв на військово-морський табір римлян для відволікання за проханням обложеного римлянами Кассівелауна (британського лідера). Відволікальний маневр зазнав невдачі, одного з вождів кантіїв (Луготорікса) було захоплено в полон, а згодом (в 46 році до н. е.) страчено. Кассівелаун змушений був сплатити данину Цезарю. Після цього Юлій Цезар відплив до Галлії.
У кантіїв було досить розвинуте виробництво. Мануфактур було вдосталь навколо Рочестера, але нестача їх відчувалася в самому Дуроверні (Кентербері). Навколо Кентербері при розкопках було виявлено багато кераміки та печей для її виготовлення, але головним центром виробництва кераміки лежали в області Апчарч Маршес (Upchurch Marshes). Залізо видобували в районі Гастінгса (Hastings).

## Правителі
Кантії (Кантій) мали свого роду адміністративний поділ на 4 райони (області), в яких правили 4 королі: Цінгеторікс (Cingetorix), Карвілій (Carvilius), Таксимагул (Taximagulus) і Сеговакс (Segovax).
Окрім чотирьох королів, згаданих Юлієм Цезарем, існували й інші правителі кантіїв, були виявлені на іменних монетах, які були знайдені в Кенті. Тож список правителів кантіїв має такий вигляд:
- Цінгеторікс (Cingetorix) (60 — після 50 роки до н. е.)
- Карвілій (Carvilius) (60 — після 50 роки до н. е.)
- Таксимагул (Taximagulus) (60 — після 50 роки до н. е.)
- Сеговакс (Segovax) (60 — після 50 роки до н. е.)

- Луготорікс (Lugotorix) (до 55 року до н. е. — 46 рік до н. е.)

- Дубновеллаун (Dubnovellaunus) — (до 40 — після 7 років до н. е.)
- Восеніос (Vosenios) (після 7 року до н. е. — 15)
- Епілл (Eppillus) (15 — 30)

- Анаревітос (Anarevitos) (15 — 20)

- Кунобелін (Cunobelin) — атребатський король (30 — 33)

- Адміній (Adminius) (30 — 40)